# Cestrum turquinense
Cestrum turquinense là loài thực vật có hoa trong họ Cà. Loài này được Urb. mô tả khoa học đầu tiên năm 1925.